# 奧卡拉車站
奧卡拉車站是巴基斯坦旁遮普省奧卡拉的主要鐵路車站，位於喀拉蚩－白沙瓦鐵路，1927年啟用。